# Bourne VX
Der Bourne VX war der größere von zwei US-amerikanischen Lastkraftwagenmodellen der Bourne Magnetic Truck Company in Philadelphia. Er wurde Ende 1916 vorgestellt und blieb danach im Programm so lange das Unternehmen existierte. Eine technische Besonderheit war sein elektromagnetisches Getriebe System Entz.

## Marken- und Unternehmensgeschichte
Das Unternehmen wurde 1915 von Stephen N. Bourne gegründet, nachdem er für das Mineralölunternehmen Atlantic Refining Company Nutzfahrzeug-Prototypen hergestellt hatte. Hergestellt wurde zuerst der etwas kleinere, technisch sehr ähnliche Bourne VM und kurz darauf der hier vorgestellte VX. Die Bourne Magnetic Truck Company zog 1917 oder 1918 um nach New York City. Die Produktion endete 1918 oder 1919, der LKW wurde aber noch im Oktober 1919 beworben. Die Gründe für die Produktionseinstellung sind unbekannt.

## Modellgeschichte
Der Bourne VM war das größere der beiden Nutzfahrzeugmodelle dieses Herstellers mit einer Nutzlast von 3½ sh tn (3175 kg). Das Unternehmen nahm die Produktion Ende 1916 mit dem VM auf. Der VX folgte sehr bald. Die Verwendung des patentierten Entz-Antriebs erforderte eine Lizenz des Rechteinhabers Rauch & Lang in Cleveland (Ohio). Diese fertigte auch den Oberklassewagen Owen Magnetic, der das gleiche Antriebsprinzip verwendete. Beide Unternehmen arbeiteten bei der Kundenbetreuung zusammen.

## Technik
Die Bourne Magnetic Truck Company stellte ihr Fahrgestell selber her und verwendete eigenständige Lösungen bei der Aufhängung. Damit sind ihre Produkte eher nicht als Assembled vehicles einzuordnen, also Fahrzeuge, die aus für den freien Markt vorproduzierten Bestandteilen zusammengestellt wurden.

### Motor und Antrieb
Für beide Bourne-LKW ist der gleiche wassergekühlte Vierzylindermotor der Hercules Gas Engine Company nachweisbar, von dem die Bourne Magnetic Truck Company in einer Anzeige schrieb, dass er speziell für LKW entwickelt worden sei. Den Kühler lieferte die Rome-Turney Radiator Company aus Rome (New York). Er hatte eine fast rechteckige Form, war oben gerippt und stand einer fassförmig gewölbten Motorhaube vor.
Der Bourne VX war also kein Hybridfahrzeug. Die Antriebsenergie lieferte ein handelsüblicher Verbrennungsmotor. Dessen einzige Anpassung an den Entz-Antrieb besteht im Ersatz des Schwungrads durch einen Generator und einen Magneten am hinteren Ende der Kurbelwelle. Der Entz-Antrieb ersetzt als Teil des Antriebsstrangs herkömmliche Getriebe und Kupplungen. Er arbeitet stufenlos. Die Kraft gibt er an die Kardanwelle weiter, die sie im Falle des Bourne mit einem Schneckengetriebe in der Hinterachse auf die Räder überträgt; dies war damals übliche Technik. 
Für die Bourne Magnetic Truck Company lagen die Vorteile des Entz-Getriebes in der stufenlosen, geräuscharmen Kraftübertragung, der erleichterten Fahrzeugbedienung, reduzierten Betriebskosten, längerer Lebensdauer und der Zusatzfunktion des Generators als elektrischem Anlasser. Wie für den Owen Magnetic wurden auch für Bourne VM und VX die Komponenten des Antriebsstrangs von General Electric bezogen.

### Fahrgestell und Aufhängung
Da nichts anderes erwähnt wird, kann bei den Fahrgestellen von konventionellen Kastenrahmen mit Starrachsen ausgegangen werden. Die Bourne Magnetic Truck Company stellte sie selber her und verwendete dafür Chrom-Vanadiumstahl, der erst wenige Jahre zuvor entwickelt worden war. Die Blattfedern kamen vom Spezialisten Mather Spring Company in Ohio; Bourne hatte dazu eine eigene Befestigung ohne Bolzen entwickelt. Die wenigen bekannten Abbildungen des Fahrzeugs (ein VM und ein Bourne unbekannten Typs in der eigenen Werbung) zeigen Doppelräder an der Hinterachse. Die Fahrzeuge hatten Linkslenkung, Holzartillerieräder, Vollgummibereifung und halboffene Fahrerhäuser, d. h. ein festes Dach aber keine Seitenwände.